# Siegfried Wischnewski
(Necrologio su Der Spiegel)
Siegfried Wischnewski (Saboworen, 15 aprile 1922 – Königswinter, 24 gennaio 1989) è stato un attore tedesco.
Attore che fu attivo prevalentemente in campo televisivo e teatrale, tra grande e - soprattutto - piccolo schermo, partecipò a circa un centinaio di differenti produzioni, a partire dalla metà degli anni cinquanta.
Tra i suoi ruoli principali, figurano, tra l'altro, quello di Gustav Krause nel film TV Seine Majestät Gustav Krause (1971), quello di Miks Bumbullis nell'omonimo film TV (1971) , quello di Frank Kross nella serie televisiva Privatdetektiv Frank Kross (1972), quello del Dottor Willi Bayer nella serie televisiva L'arca del dottor Bayer (Ein Heim für Tiere, 1985-1987), ecc.
Lavorò inoltre nei teatri di Darmstadt, Düsseldorf, Kiel, Lubecca, Lüneburg e Wiesbaden .

## Biografia

### Vita privata
Si sposò due volte con la collega Trude Suzanne Ritter.

### Morte
Morì a Königswinter il 24 gennaio 1989 a causa di un carcinoma bronchiale all'età di 66 anni.
È sepolto nel cimitero di Königswinter-Oberpleis.

## Filmografia parziale

### Cinema
- La donna dell'altro (1959)
- L'ultimo testimone (Der letzte Zeuge), regia di Wolfgang Staudte (1960)
- Er kanns nicht lassen (1962) - Ispettore O'Connally
- Edgar Wallace a Scotland Yard (1963)
- I Nibelunghi, regia di Harald Reinl  (1966)
- Die Nibelungen, Teil 2 - Kriemhilds Rache (1967)
- Segreti che scottano (1967)
- Il giovane selvaggio (1968)
- I vizi di una vergine (1970)
- Zwei himmlische Dickschädel (1974)
- Ferdinando il duro (1976)
- Ucciso a novembre (1978)
- Der Schnüffler (1983)

### Televisione
- Ein Opfer für den Wind - film TV (1954)
- Das Land der Verheißung - film TV (1960)
- Die Polizei - film TV (1960) - comandante di polizia
- Stunden des Schreckens - film TV (1960) - André Latriste
- Inspektor Hornleigh greift ein... - serie TV, 1 episodio (1961)
- Die kahle Sängerin - film TV (1961)
- Die Revolution entläßt ihre Kinder - film TV (1962)
- Tim Frazer - miniserie TV (1964) - Ispettore Truemann
- In der Sache J. Robert Oppenheimer - film TV (1964)
- Die Verschwörung des Fiesco zu Genua - film TV (1964)
- Gewagtes Spiel - serie TV, 1 episodio (1964)
- Interpol - serie TV, 1 episodio (1965)
- Melissa - miniserie TV (1966) - Ispettore Cameron
- Die fünfte Kolonne - serie TV, 2 episodi (1966-1968) - ruoli vari
- Das Attentat - Schleicher: General der letzten Stunde - film TV (1967) - Generala Schleicher
- Der Sommer der 17. Puppe - film TV (1968)
- Affäre Dreyfuss - miniserie TV (1968) - Gen. Mercier
- Der Senator - film TV (1968) - Senatore McCarthy
- Maximilian von Mexiko - film TV (1970) - Napoleone III
- Seine Majestät Gustav Krause - film TV (1971) - Gustav Krause
- Miks Bumbullis - film TV (1971) - Miks Bumbullis
- Maestro der Revolution? - film TV (1971) - Cavour
- Das Jahrhundert der Chirurgen - serie TV, 1 episodio (1972)
- Der Kommissar - serie TV, 1 episodio (1972)
- Privatdetektiv Frank Kross - serie TV, 13 episodi (1972) - Frank Kross
- Tatort - serie TV, 3 episodi (1974-1988) - ruoli vari
- Flirt von gestern - film TV (1975)
- Die Stadt im Tal - miniserie TV (1975)
- L'ispettore Derrick - serie TV, ep. 02x10, regia di Alfred Vohrer (1975) - Sig. Kessler
- Generale - Anatomie der Marneschlacht - film TV (1977) - Gen. Joffre
- Lady Audleys Geheimnis - miniserie TV (1978)
- L'ispettore Derrick - serie TV, ep. 06x05, regia di Theodor Grädler (1979) - Sig. Gerdes
- Es begann bei Tiffany - film TV (1979)
- L'ispettore Derrick - serie TV, ep. 07x03, regia di Alfred Weidenmann (1980) - Dott. Arno Munch
- L'ispettore Derrick - serie TV, ep. 07x10, regia di Erik Ode (1980) - Robert Renz
- Rom ist in der kleinsten Hütte - film TV (1982)
- L'ispettore Derrick - serie TV, ep. 10x03, regia di Alfred Vohrer (1983) - Fischer, il maggiordomo
- Die Rückkehr der Zeitmaschine - film TV (1983)
- L'arca del dottor Bayer (Ein Heim für Tiere) - serie TV, 29 episodi (1985-1987) - Dott. Willi Bayer
- Wanderungen durch die Mark Brandenburg - film TV (1986)

## Doppiatori italiani
- Mario Maranzana in L'arca del dottor Bayer[5]